# راش (کنتاکی)
راش (به انگلیسی: Rush) یک منطقهٔ مسکونی در ایالات متحده آمریکا است که در کنتاکی واقع شده‌است. راش ۲٬۷۵۵ نفر جمعیت دارد.